# Formula Renault 2.0 NEC 2006
Formula Renault 2.0 Northern European Cup 2006 var ett race som kördes över 16 omgångar.

## Kalender
| Bana              | Vinnare              | Vinnare             |
| ----------------- | -------------------- | ------------------- |
| Oschersleben      | Chris van der Drift  | Filipe Albuquerque  |
| Spa-Francorchamps | Mervyn Kool          | Xavier Maassen      |
| Nürburgring       | Sébastien Buemi      | Chris van der Drift |
| Zandvoort         | Chris van der Drift  | Chris van der Drift |
| Oschersleben      | Xavier Maassen       | Filipe Albuquerque  |
| Assen             | Ricardo van der Ende | Sergej Afanasiev    |
| Anderstorp        | Filipe Albuquerque   | John Edwards        |
| Salzburgring      | Sébastien Buemi      | Filipe Albuquerque  |

## Slutställning
| Plats | Förare              | Poäng |
| ----- | ------------------- | ----- |
| 1     | Filipe Albuquerque  | 312   |
| 2     | Chris van der Drift | 267   |
| 3     | Xavier Maassen      | 252   |
| 4     | Mervyn Kool         | 206   |
| 5     | John Edwards        | 184   |
| 6     | Mihai Marinescu     | 175   |
| 7     | Sébastien Buemi     | 172   |
| 8     | Sergej Afanasiev    | 167   |
| 9     | Frédéric Vervisch   | 152   |
| 10    | Brendon Hartley     | 151   |